# Жатва (Ростовская область)
Жа́тва — хутор в Неклиновском районе Ростовской области.
Входит в состав Большенеклиновского сельского поселения.

## Население
| 2010 |
| ---- |
| 26   |

## Улицы
На хуторе имеются две улицы — Полевая и Центральная.